# Antonio Flores (escritor)
Antonio Flores Algovia (Elche, 16 de diciembre de 1818-Madrid, 16 de julio de 1865) fue un escritor y periodista español del Romanticismo.

## Biografía

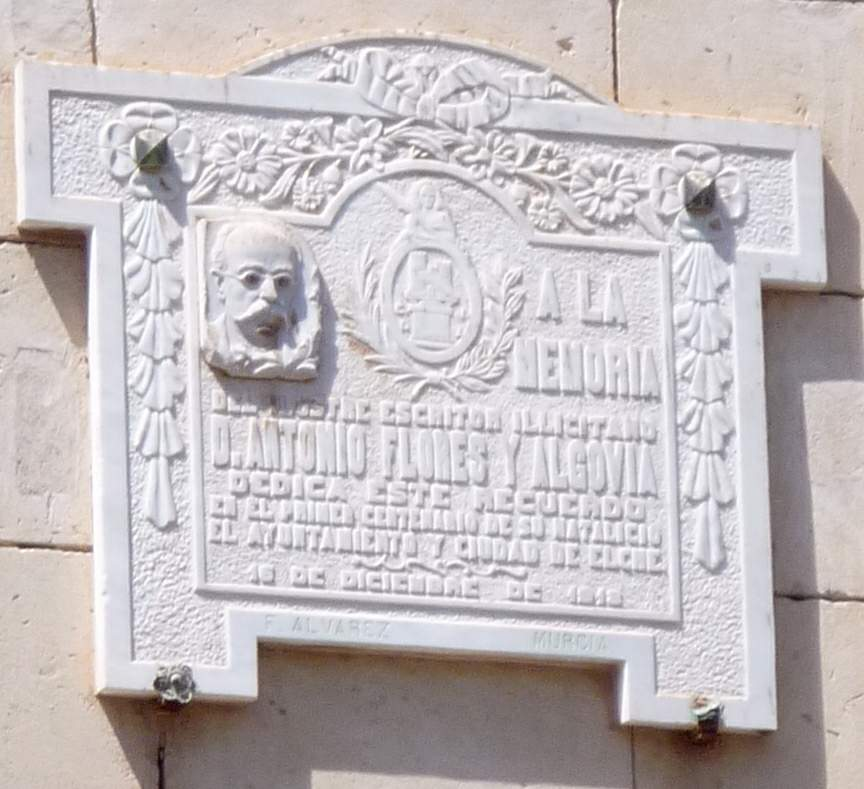
Placa memorial de Antonio Flores en el Castillo de Altamira de su Elche natal

Se instaló en Madrid en 1840. Allí fue redactor de El Nuevo Avisador, El Chocolate, El Clamor Público, La Nación y La Época, y codirector con Antonio Ferrer del Río de El Laberinto (1843-1845). El editor Ignacio Boix lo llamó también a colaborar en la colectiva Los españoles pintados por sí mismos (1843), al que aportó los tipos de "El barbero", "La santurrona", "El hortera", "La cigarrera" y "El boticario".
Fue amigo del poeta y narrador Enrique Gil y Carrasco y colaboró en el Semanario Pintoresco Español con cuadros de costumbres; compuso libros enteros de este género dándoles forma narrativa como Historia del matrimonio (1852) y Ayer, hoy y mañana (1853), donde se ofrecen cuadros sociales de tres generaciones de madrileños correspondientes a los años 1800, 1853 y la futura de 1899. Publicó también algunos sueltos y poesías en El Laberinto y en el Museo de las Familias y esbozó las figuras prototípicas de diversos personajes enfadosos en Doce españoles de brocha gorda que, no pudiéndose pintar a sí mismos, me han encargado a mí, Antonio Flores, sus retratos (Madrid, 1846, 2.ª ed. 1848), que toma también forma novelada, pese a similar propósito costumbrista; aparecen aquí sin embargo algunos tipos marginales como "El marica" o "El caballero de industria". En Crónica del viaje de Sus Majestades y Altezas Reales a las Islas Baleares, Cataluña y Aragón en 1860, traza estampa de las costumbres de Alicante.
Su lengua es muy castiza, abundante de léxico, y conoce bien la jerigonza de germanía, el registro vulgar y el refranero, por lo que a veces parece evocar el mundo del sainete. A partir de 1857 fue jefe de sección de la Intendencia General de la Real Casa, recibió el nombramiento de caballero comendador de la Orden de Carlos III entre otras recompensas. Ovilo escribió una breve biobibliografía suya y Juan Antonio Almela redactó su biografía para El Museo Universal (IX, 1865)

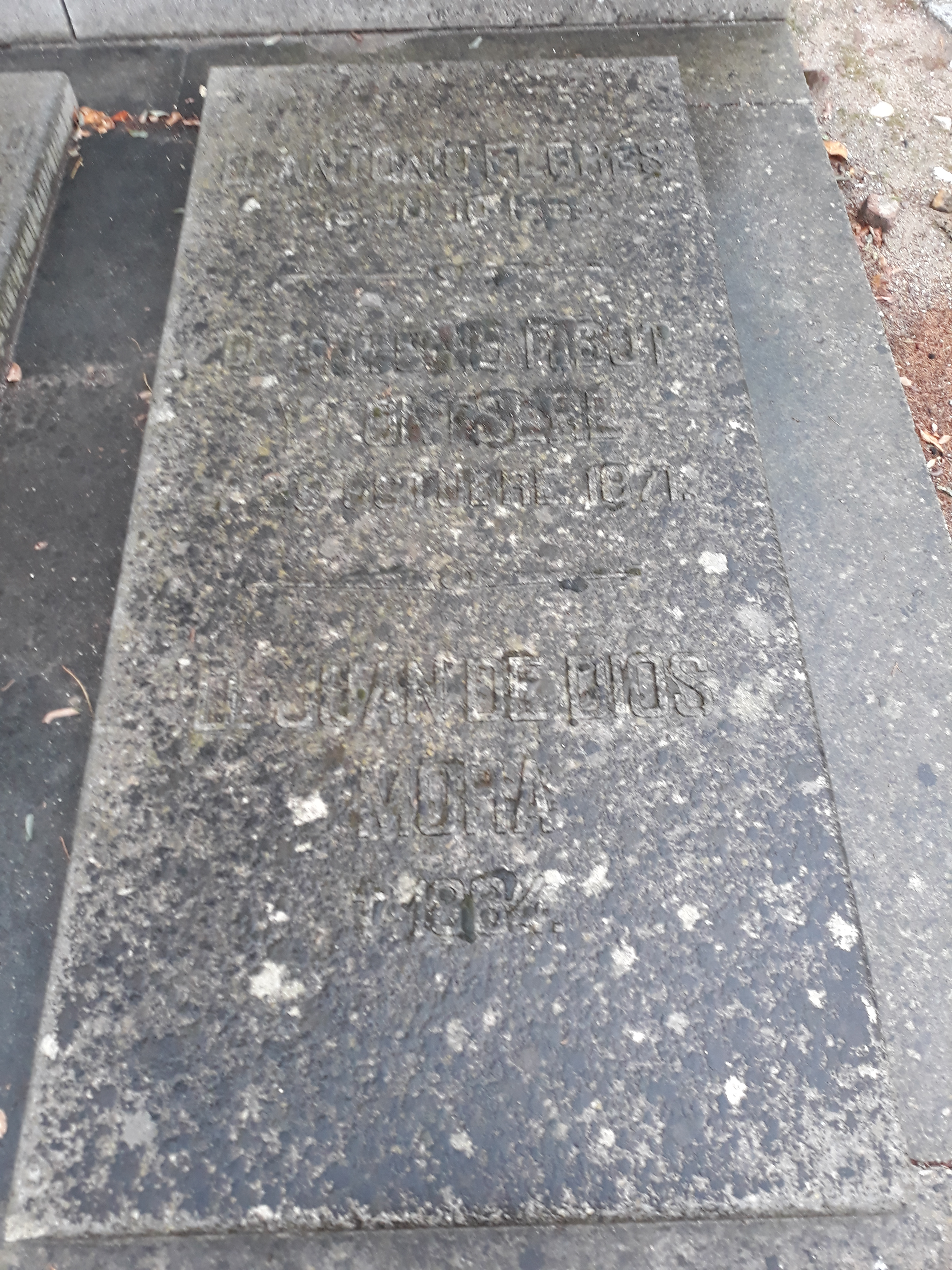
Tumba de Antonio Flores en el cementerio de la Almudena

## Fuente
- Enrique Rubio Cremades, Costumbrismo y folletín. Vida y obra de Antonio Flores. Alicante:  Instituto de Estudios Alicantinos. Diputación Provincial de Alicante, 1977, 1978, 1979, 3 vols.